# タルクイーニア
タルクイーニア（伊: Tarquinia）は、イタリア共和国ラツィオ州ヴィテルボ県にある、人口約16,000人の基礎自治体（コムーネ）。
県内では県都ヴィテルボに次ぎ、チーヴィタ・カステッラーナと並ぶコムーネ人口を有する（2015年現在県内第3位、2024年現在県内第2位）。エトルリア人が遺した墓地遺跡（ネクロポリス）があり、世界遺産「チェルヴェーテリとタルクイーニアのエトルリア墓地遺跡群」の構成資産として登録されている。

## 名称
「タルクィニア」、「タルクイニア」、「タルキニア」ともカナ転記される。

## 地理

### 位置・広がり
ヴィテルボ県南西部のコムーネで、チヴィタヴェッキアの北約18km、県都ヴィテルボの西南西約34km、州都・首都ローマの西北西約73kmに位置する。市域はティレニア海に面する。

#### 隣接コムーネ
隣接コムーネは以下の通り。括弧内のRMはローマ県所属を示す。
- アッルミエーレ (RM)
- チヴィタヴェッキア (RM)
- モンタルト・ディ・カストロ
- モンテ・ロマーノ
- トルファ (RM)
- トゥスカーニア

### 気候分類・地震分類
タルクイーニアにおけるイタリアの気候分類 (it) および度日は、zona D, 1658 GGである。
また、イタリアの地震リスク階級 (it) では、zona 3B (sismicità bassa) に分類される。

## 歴史
古代ローマ時代にはラテン語でタルクィニイ (Tarquinii)、エトルリア語でタルクナ (Tarchna)と呼ばれており、王政ローマ五代目、七代目王の出身地であった。七代目のタルクィニウス傲慢王が紀元前509年にその座を追放された後、王を支援してローマと戦った (シルウァ・アルシアの戦い)。

## 行政

### 分離集落
タルクイーニアには、以下の分離集落（フラツィオーネ）がある。
- Tarquinia Lido, Marina Velca, Saline, Sant'Agostino